# Chrysasura flavopunctata
Chrysasura flavopunctata là một loài bướm đêm thuộc phân họ Arctiinae, họ Erebidae.